# Европско првенство у атлетици у дворани 1977 — скок удаљ за жене
Такмичење у скоку удаљ у женској конкуренцији на 8. Европском првенству у атлетици у дворани 1977. одржано је 13. марта  у Сан Себастијану (Шпанија).
Титулу европске првакиње освојену на Европском првенству у дворани 1976. у Минхену није бранила |Лидија Алфејева из Совјетског Савеза.

## Земље учеснице
Учествовало је 9 скакачица удаљ из 8 земаља.
1. Западна Немачка (2)
2. Источна Немачка (1)
3. Мађарска (1)
4. Португалија (1)
5. Совјетски Савез (1)
6. Уједињено Краљевство 1()
7. Француска (1)
8. Чехословачка (1)

## Рекорди
| Рекорди пре почетка Европског првенства у дворани 1977.     | Рекорди пре почетка Европског првенства у дворани 1977. | Рекорди пре почетка Европског првенства у дворани 1977. | Рекорди пре почетка Европског првенства у дворани 1977. | Рекорди пре почетка Европског првенства у дворани 1977. | Рекорди пре почетка Европског првенства у дворани 1977. |
| ----------------------------------------------------------- | ------------------------------------------------------- | ------------------------------------------------------- | ------------------------------------------------------- | ------------------------------------------------------- | ------------------------------------------------------- |
| Светски рекорд                                              | Ангела Фојгт                                            | Источна Немачка                                         | 6,76                                                    | Берлин, Источна Немачка                                 | 24. јануар 1976.                                        |
| Европски рекорд у дворани                                   | Ангела Фојгт                                            | Источна Немачка                                         | 6,76                                                    | Берлин, Источна Немачка                                 | 24. јануар 1976.                                        |
| Рекорди европских првенстава у дворани                      | Мета Антенен                                            | Швајцарска                                              | 6,69                                                    | Гетеборг, Шведска                                       | 10. март 1974.                                          |
| Рекорди после завршеног Европског првенства у дворани 1977. |                                                         |                                                         |                                                         |                                                         |                                                         |
| Нових рекорда није било.                                    |                                                         |                                                         |                                                         |                                                         |                                                         |

### Најбољи европски резултати у 1977. години
Десет најбољих европских такмичарки у скоку удаљ у дворани 1977. године пре почетка првенства (12. марта 1977, имале су следећи пласман на европској и светској ранг листи. (СРЛ)
| 1.    | Татјана Скачко     | СССР            | 6,67 | 2. фебруар  | 1.СРЛ  |
| 2.    | Вилма Бардаускене  | СССР            | 6,57 | 3. март     | 2.срл  |
| 3.    | Хајдемари Вићиск   | Источна Немачка | 6,54 | 19. фебруар | 3.СРЛ  |
| 3.    | Ђина Ghioroaie     | Румунија        | 6,54 | 19. фебруар | 3.СРЛ  |
| 3.    | Илдико Ердељи      | Мађарска        | 6,54 | 23. фебруар | 3.СРЛ  |
| 6.    | Јармина Стрејчкова | Чехословачка    | 6,53 | 19. фебруар | 6. СРЛ |
| 6→10. |                    |                 |      |             |        |

Такмичарке чија су имена подебљана учествовале су на ЕП.

## Освајачи медаља
|                                 |                        |                                  |
| Јармина Стрејчкова Чехословачка | Илдико Ердељи Мађарска | Хајдемари Вићиск Источна Немачка |

## Резултати

### Финале
Пријављено је само 9 такмичарки па су све учествовале у финалу. Послед изведене 3 серије, такмичарка са најслабијим резултатом завршила је такмичење, осталих осам извеле су још 3 скока.
| Пласман | Атлетичарка        | Земља                | ЛР   | ЛРС  | #1   | #2   | #3   | #4   | #5   | #6   | Резултат | Белешка |
| ------- | ------------------ | -------------------- | ---- | ---- | ---- | ---- | ---- | ---- | ---- | ---- | -------- | ------- |
|         | Јармила Стрејчкова | Чехословачка         | 6,57 | 6,53 | 6,50 | 6,63 | 6,48 | 6,60 | 6,55 | 6,53 | 6,63     |         |
|         | Илдико Ердељи      | Мађарска             | 6,62 | 6,55 | 6,15 | 6,55 | 6,37 | 6,25 | 6,47 | 6,47 | 6,55     |         |
|         | Хајдемари Вићиск   | Источна Немачка      | 6,56 | 6,54 | 6,37 | 6,40 | 6,35 | 6,27 | 6,21 | 6,20 | 6,40     |         |
| 4.      | Татјана Скачко     | Совјетски Савез      |      | 6,67 | x    | 6,05 | 6,17 | 6,40 | 6,12 | x    | 6,40     |         |
| 5.      | Aнке Вајгт         | Западна Немачка      |      |      | 6,17 | 6,19 | 6,34 | 6,39 | 6,21 | x    | 6,39     | ЛРд     |
| 6.      | Сузан Рив          | Уједињено Краљевство | 6,18 |      | 6,02 | x    | 6,18 | 5,98 | 6,10 | 6,23 | 6,23     | ЛРд     |
| 7.      | Карин Хенел        | Западна Немачка      |      |      | 6,03 | 6,04 | x    | 6,13 | 5,98 | 6,21 | 6,21     | ЛРд     |
| 8.      | Жаклин Курте       | Француска            |      |      | 6,04 | 6,19 | 6,07 | 6,16 | 5,87 | 5,91 | 6,19     |         |
| 9.      | Conceição Alves    | Португалија          |      |      | 5,79 | 5,68 | 5,98 |      |      |      | 5,98     |         |

## Укупни биланс медаља у скоку удаљ за жене после 8. Европског првенства у дворани 1970—1977.
|    | Земља           |   |   |   |    |
| -- | --------------- | - | - | - | -- |
| 1. | Западна Немачка | 2 | 2 | 0 | 4  |
| 2. | Чехословачка    | 1 | 2 | 1 | 4  |
| 3. | Румунија        | 2 | 0 | 2 | 4  |
| 4. | Совјетски Савез | 1 | 1 | 1 | 3  |
| 4. | Швајцарска      | 1 | 1 | 1 | 3  |
| 6. | Бугарска        | 1 | 0 | 0 | 1  |
| 7. | Пољска          | 0 | 1 | 2 | 3  |
| 8. | Мађарска        | 0 | 1 | 0 | 1  |
| 9. | Источна Немачка | 0 | 0 | 1 | 1  |
|    | Укупно {9}      | 8 | 8 | 8 | 24 |

|    | Атлетичарка         | Земља           |   |   |   |   |
| -- | ------------------- | --------------- | - | - | - | - |
| 1. | Јармила Нигринова   | Чехословачка    | 1 | 2 | 1 | 4 |
| 2, | Мета Антенен        | Швајцарска      | 1 | 1 | 1 | 3 |
| 3. | Хајде Розендал      | Западна Немачка | 1 | 1 | 0 | 2 |
| 3. | Лидија Алфејева     | Совјетски Савез | 1 | 1 | 0 | 2 |
| 5. | Виорика Вископољану | Румунија        | 1 | 0 | 1 | 2 |
| 6. | Мирослава Сарна     | Пољска          | 0 | 0 | 2 | 2 |